# Primer gobierno de Manuel Prado Ugarteche
El primer gobierno de Manuel Prado Ugarteche se inició el 8 de diciembre de 1939 y culminó el 28 de julio de 1945, cuando cedió el mando al doctor José Luis Bustamante y Rivero, elegido democráticamente como candidato de una alianza de partidos. Suceso relevante de este gobierno fue la victoriosa guerra contra el Ecuador, con la subsiguiente firma del Protocolo de Río de Janeiro, así como el apoyo que el Perú brindó a los Aliados durante la Segunda Guerra Mundial. En el aspecto interior, fomentó el desarrollo industrial, la educación, las obras viales y las actividades agropecuarias.

## Contexto político
Entre 1930 y 1956, la política era definida por sus protagonistas como una lucha, no entre opositores, sino entre enemigos. Las Fuerzas Armadas sostenían que la única forma de mantener el orden era derrotando y excluyendo al APRA; y esta pensaba que la única forma de transformar al Perú era desorganizando al Ejército.
El general Óscar R. Benavides gobernaba en el Perú desde 1933, cuando fue elegido por el Congreso Constituyente en reemplazo del asesinado presidente Luis Miguel Sánchez Cerro. Esto fue una salida inconstitucional que se justificó por la situación de emergencia que vivía el país, tanto en el plano interno (por motivo de la subversión aprista) como en el internacional (la guerra con Colombia). El mandato de Benavides debió finalizar en 1936, previa realización de elecciones generales. Pero realizadas estas en dicho año, fueron anuladas y Benavides prorrogó su mandato por tres años más. Sin embargo, Benavides comenzó a sentir el desgaste de su gobierno, y aproximándose ya el final del mismo, optó por hacer el traspaso de poder, desmintiendo así a los que creían que volvería a prorrogar su mandato.

## Elección y toma de mando

### Antecedentes a las elecciones de 1939
El 19 de febrero de 1939 se produjo en Lima un levantamiento militar encabezado por el general Antonio Rodríguez Ramírez, entonces ministro de Gobierno. Esta revuelta fue rápidamente develada, lo que generó la muerte de su líder y la detención de los principales colaboradores, entre ellos al general Cirilo Ortega, miembro de la Unión Revolucionaria. Como respuesta, el gobierno emitió una disposición legal que dispuso el control de las empresas periodísticas con el argumento de defender al Estado. Esto se puede evidenciar en la edición del diario La Prensa del día 22 de febrero de 1939, donde se publicó la ampliación de la Ley N° 7471, en la que se estipulaba que se establecería sanciones a las empresas periodísticas que publicaran informaciones falsas o ambiguas sobre los hechos opuestos al organismo constitucional de la República o que intentasen subvertir los poderes constituidos. El 26 de marzo, en su mensaje a la nación, el presidente Benavides anunció la convocatoria a elecciones para el 20 de octubre, no sin antes someter a plebiscito nacional una reforma constitucional que incluiría cambios en el Poder Ejecutivo y en el Congreso. El 6 de junio, la Corte Suprema de Justicia declaró improcedente un recurso presentado por Víctor Raúl Haya de la Torre, por el cual se solicitaba declarar inconstitucional la ley N° 8875, que convocaba a dicho plebiscito.
El plebiscito se realizó el 18 de junio de 1939. Se consultó a la ciudadanía sobre importantes reformas constitucionales, como la ampliación del período presidencial de 5 a 6 años, el restablecimiento de los dos vicepresidentes y la disminución de las facultades legislativas del Congreso en materia económica. Su intención era robustecer el Poder Ejecutivo en desmedro del Legislativo. La ciudadanía votó mayoritariamente a favor de dichas reformas.

### Candidaturas
Para la presidencia de la República se lanzaron las siguientes candidaturas:
- Manuel Prado Ugarteche (Concentración General de Partidos).
- José Quesada Larrea (Frente Patriótico).

Manuel Prado y Ugarteche era, hasta antes de lanzar su candidatura a la presidencia, un político prácticamente desconocido para la gran masa. Más conocido había sido su hermano Javier Prado y Ugarteche, fallecido en 1921, así como otro de sus hermanos, Jorge Prado Ugarteche, ministro de Benavides y candidato a las frustradas elecciones de 1936. De la trayectoria política de Manuel, apenas se recordaba su participación en el golpe de Estado de 1914 contra Guillermo Billinghurst y su paso fugaz como diputado durante el Oncenio de Augusto B. Leguía, siendo desterrado en 1921 por oponerse a dicho gobierno. Lo más relevante era su entorno familiar aristocrático y de fortuna. Otro de sus hermanos, Mariano Prado Ugarteche, había fundado el Banco Popular y era la cabeza del llamado Imperio Prado. En 1932, en medio de tensiones con Colombia, Manuel Prado regresó del exilio y fue designado director del Banco Central de Reserva del Perú (BCR), en representación de los bancos privados; posteriormente fue nombrado Gerente General de esta institución. Su labor en el BCR sería el origen de sus ideas económicas intervencionistas.
El 22 de agosto de 1939 se proclamó oficialmente la candidatura de Manuel Prado a la Presidencia de la República, al frente de la agrupación política denominada Concentración General de Partidos, el cual agrupaba una amplia gama de pequeños partidos, de diversas doctrinas políticas: Nacional Agrario, Constitucional, Demócrata, Democrático Reformista, Descentralista, Liberal, Nacionalista, Social Nacionalista, Sindicalista, Descentralista, Rural y Urbano, Progresista y Nacional Laborialista. De los apoyantes de Prado son de destacar el Partido Comunista Peruano; y algunos elementos más moderados de la Unión Revolucionaria (UR o urrismo); estos últimos estaban descontentos con la trayectoria radical que había tomado su partido, que había desembocado en un fascismo al estilo italiano.
El otro candidato presidencial, José Quesada Larrea, era un joven abogado y periodista, natural de Trujillo, que se puso a la cabeza del llamado Frente Patriótico. Fue una candidatura que se presentó casi a último momento. Fue apoyado por la Unión Revolucionaria, que se había convertido en el partido fascista del Perú, es decir, la extrema derecha. Para su campaña, Quesada adquirió el diario La Prensa, dirigida por Guillermo Hoyos Osores, que se enfrascó en luchar por la libertad electoral, ante el propósito evidente del gobierno de manipular los resultados.
Manuel Prado iba acompañado por Rafael Larco Herrera en la primera vicepresidencia y por Carlos Gibson, en la segunda; mientras que José Quesada llevaba como primer y segundo vicepresidente a Manuel Diez Canseco y a Víctor Escudero, respectivamente.

### Proceso electoral
La Segunda Guerra Mundial y sus ideologías tuvieron impacto en las elecciones de 1939, lo que se evidenció en que claramente la contienda se libró entre ideas democráticas y fascistas. Así se simplificó la opción que los peruanos debían tomar. Se mostró un escenario político polarizado en torno a las dos candidaturas:
- La de José Quesada, que fue respaldada por la Unión Revolucionaria bajo el nombre de Frente Patriótico, y que intentaba una alianza entre los terratenientes y la pequeña burguesía con inclinaciones fascistas.
- La de Manuel Prado, respaldada por la Concentración General de Partidos, que reunía a diversos partidos, contrarios al fascismo, y que representaban a un amplio espectro político-social: desde grupos de industriales y algunos miembros de la burguesía agraria, hasta sectores obreros y de pequeña burguesía vinculadas al Partido Comunista.

El líder del APRA decidió no orientar los votos de sus seguidores a ninguno de los dos candidatos. A Prado lo consideraba demasiado vinculado a Benavides, y por tanto, lo veía como un representante del continuismo que no estaba dispuesto a aceptar. Estaba todavía lejana la idea de una “convivencia”, como la que se daría en 1956. Mientras que a Quesada lo descartaba de plano por el apoyo que le brindaban los urristas, los enemigos naturales del APRA. Por su parte, el gobierno de Benavides apoyó a Manuel Prado, poniéndole a su servicio su maquinaria política.
Hechos los escrutinios, Manuel Prado resultó vencedor, con enorme ventaja. Se habló de fraude masivo. A los personeros de Quesada se les impidió custodiar las ánforas. En ese entonces no existía escrutinio sobre la mesa. Los jurados departamentales recibieron ánforas cambiadas, las cuales habían sido llenadas con votos a favor de Prado. Treinta años después, se hallaron en una finca limeña las ánforas originales, llenas con los votos a favor de Quesada.
Los resultados oficiales fueron los siguientes:
| Candidato              | Agrupación política    | Votos válidos | Porcentaje |
| ---------------------- | ---------------------- | ------------- | ---------- |
| Manuel Prado Ugarteche | Coalición Conservadora | 262.971       | 77,52%     |
| José Quesada Larrea    | Frente Patriótico      | 76.222        | 22,47%     |

### Toma de mando
El 8 de diciembre de 1939, se realizó la ceremonia de toma de mando, ante el Congreso de la República. Después de leer su mensaje a la Nación, el presidente Benavides entregó la banda presidencial al presidente del Congreso, general Ernesto Montagne Markholz, senador por Loreto, que a la vez se lo puso a Manuel Prado, tomándolo enseguida el juramento de estilo. Terminada la ceremonia, Prado y Benavides se dirigieron a Palacio de Gobierno en la misma carroza de gala. A su paso, el público reunido lanzaba aclamaciones y vítores, que no cesaron a lo largo del recorrido de la carroza presidencial hasta la plaza de Armas.
Prado inició así su periodo de gobierno, estipulado en seis años, de acuerdo a la reforma constitucional de 1939. Ello simbolizó para algunos el retorno de la democracia al Perú, mientras que para otros significó solo una alternancia en el poder entre la oligarquía y las Fuerzas Armadas. 
Prado contaba con dos vicepresidentes: Rafael Larco Herrera (hacendado, filántropo y propietario del diario La Crónica); y Carlos D. Gibson Möeller (abogado arequipeño, hermano del poeta Percy Gibson). Su primer gabinete presidencial estuvo presidido por Alfredo Solf y Muro, que a la vez era el Canciller de la República. 

## Gobierno

### Aspecto político

#### Personalidad de Prado
En el Congreso, Prado contó con abrumadora mayoría. Pese a ello, algunos vaticinaron que Prado no duraría mucho en el cargo, pero pronto él se encargaría de traer abajo tales expectativas. Desplegó una combinación de astucia táctica, flexibilidad estratégica y encanto personal que le hizo uno de los políticos más eficaces del Perú del siglo XX.
Prado realizó también giras periódicas a diversas localidades del país para informarse personalmente de los problemas y necesidades de los pueblos.

#### Situación del APRA y el Partido Comunista

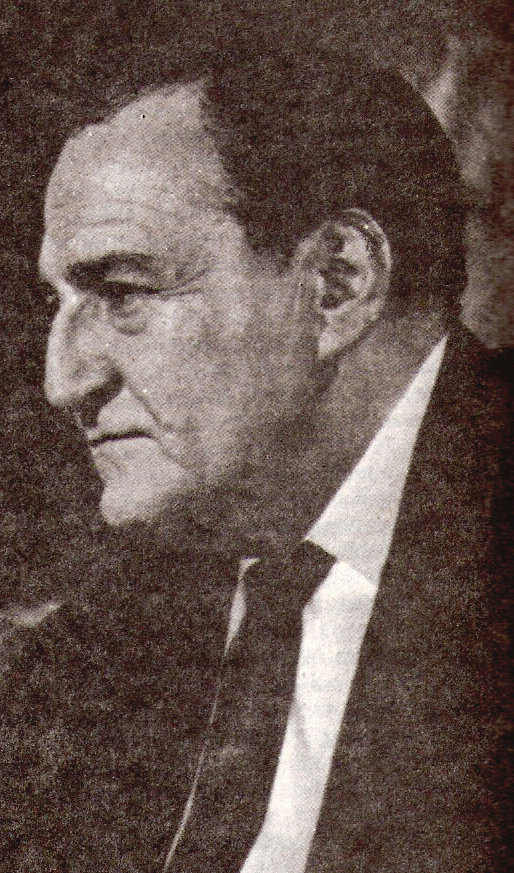
Durante el primer gobierno de Manuel Prado, el líder del APRA, Víctor Raúl Haya de la Torre, continuó organizando su partido desde la clandestinidad.

Su gobierno continuó en gran parte la obra realizada por el general Benavides y fue de una relativa democracia, pues mantuvo proscrito al partido aprista y al partido comunista. No obstante, su gobierno fue menos duro que el de su antecesor Benavides. Optó por enviar al destierro a los dirigentes apristas a quienes encontró en la cárcel, como Carlos Manuel Cox y Pedro Muñiz Martínez. El líder aprista, Haya de la Torre, desde la clandestinidad, se dedicó por entero a la organización de su partido, esquivando la persecución policial. La Tribuna, órgano aprista, se editó clandestinamente. Solo en su último año, con motivo de las elecciones generales, el gobierno legalizó la participación del APRA, que en esa ocasión formó parte del Frente Democrático Nacional con el nombre de “Partido del Pueblo”. 
En cuanto al partido comunista, dirigido entonces por Eudocio Ravines, si bien estaba también fuera de la ley, decidió aliarse con Prado. Ello debido al contexto internacional, pues la Unión Soviética, durante la Segunda Guerra Mundial, se había sumado al bloque aliado (formado por las democracias occidentales), tras sufrir la invasión de los alemanes. Fue así como los comunistas peruanos disfrutaron de posiciones en las Cámaras y los sindicatos. Llegaron incluso a dar a Prado el apelativo de “Stalin peruano”. 

#### Gabinetes ministeriales

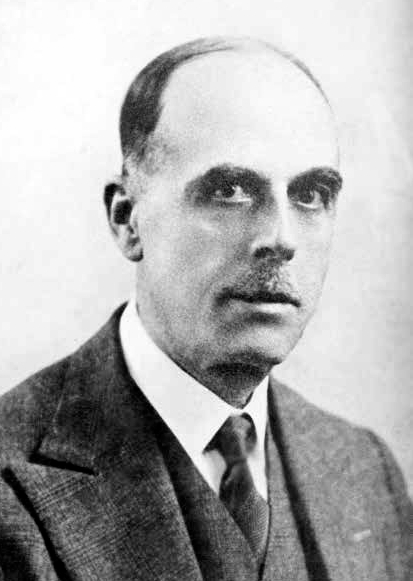
Alfredo Solf y Muro.

El primer Consejo de Ministros de Prado fue presidido por el jurista Alfredo Solf y Muro, que era a la vez ministro de Relaciones Exteriores. Lo acompañaban: el doctor Constantino J. Carvallo (Salud Pública, Trabajo y Previsión Social), Óscar Ramos Cabieses (Hacienda y Comercio), el doctor Lino Cornejo Zegarra (Justicia, Culto y Prisiones), el doctor Pedro Máximo Oliveira Sayán (Educación Pública), el ingeniero Carlos Moreyra y Paz Soldán (Fomento y Obras Públicas), Guillermo Garrido Lecca (Gobierno y Policía), el capitán de navío Federico Díaz Dulanto (Marina y Aviación) y el coronel Teófilo Iglesias Rodríguez (Guerra).
Solf y Muro se mantuvo durante cinco años en el premierato, constituyéndose en el de más larga duración de la historia republicana del Perú. En 1943 se creó el Ministerio de Agricultura, cuyo primer titular fue Benjamín Roca y García.
El 8 de diciembre de 1944, exactamente cinco años después del inicio del gobierno, el Gabinete Solf presentó su renuncia. Le sucedió el gabinete presidido por el empresario Julio East Treviño, que era el ministro de Hacienda y Comercio desde 1942. Lo conformaban: general de división Antonio Silva Santistevan (Guerra), Ricardo de la Puente y Ganoza (Gobierno y Policía), Manuel Gallagher Canaval (Relaciones Exteriores y Culto), Manuel Cisneros Sánchez (Justicia y Trabajo), el ingeniero Alberto Jochamowitz (Fomento y Obras Públicas), el general Fernando Melgar (Aeronáutica), el doctor Constantino J. Carvallo (Salud Pública y Asistencia Social), el contralmirante Federico Díaz Dulanto (Marina), el ingeniero Enrique Laroza (Educación Pública) y el ingeniero Godofredo Labarthe (Agricultura). Este gabinete culminó el año final del gobierno.
Pese a contar el gobierno con mayoría absoluta en el parlamento, la acción combinada del diputado Arturo Osores Gálvez y del diario La Prensa arrancó la dimisión de algunos de los ministros de Prado.

#### Político-administrativo
Se crearon el departamento de Tumbes (Ley N.º 9667 de 25 de noviembre de 1942) y el departamento de Pasco (Ley N.º 10.030 de 27 de noviembre de 1944).

### Aspecto económico

#### Impacto de la Segunda Guerra Mundial
El gobierno de Prado sufrió las consecuencias de la Segunda Guerra Mundial, la cual repercutió fuertemente en la balanza comercial. Las importaciones bajaron notablemente pero los productos de exportación, como azúcar, algodón, metales y caucho aumentaron significativamente. 

#### Política tributaria
Para hacer frente a la situación de emergencia, el gobierno se vio obligado a subir el monto de algunos impuestos, sobre todo en lo referente a los timbres, tabaco, sal, fósforos e ingresos aduaneros. Pero especialmente a la agricultura de exportación, como la del algodón.

#### Finanzas
En el aspecto financiero, el Perú, al contrario del mundo durante la crisis, ascendía gracias a una política previsora. Se permitió la concreción de operaciones financieras de elemental importancia tales como el Empréstito Interno (1940) y la Unificación de la Deuda Pública (1943). Se cancelaron los pequeños créditos con: Petroleum, Marconi, Peruvian Corporation y el Banco Central Hipotecario.

#### Medidas parar promover el desarrollo
Entre las diversas medidas que tomó el gobierno para promover el desarrollo económico, mencionamos algunas de las más importantes:
- Se dio la Ley 9140 de protección industrial, pero cuyos efectos en la estructura productiva del país fueron más bien modestos.[16]
- Se fundó la Corporación Peruana del Amazonas para impulsar el desarrollo económico de la Amazonía, particularmente en lo referente a la extracción del caucho, producto entonces de gran demanda por el contexto mundial.
- Por ley de 25 de junio de 1943 se creó la Corporación Peruana de Aviación Comercial (CORPAC), destinada a incrementar el tráfico aéreo comercial en el país y a mantener el buen funcionamiento de los aeropuertos.
- Se inició de la construcción de la Central Hidroeléctrica del Santa, en la provincia de Huaylas del departamento de Áncash, aprovechando las aguas del río Santa, para dotar al país de una «fuente de energía de proporciones», que a la vez impulsaría el desarrollo de diversas industrias, como la de fabricación de acero.
- La actividad minera recibió gran impulso al reconocerse oficialmente la Sociedad Nacional de Minería.

#### Impulso a la industrialización
La escasez de productos de importación para el consumo nacional hizo surgir nuevas industrias que reemplazaron a los productos extranjeros con buen éxito. En ese sentido se dieron avances importantes en el proceso de industrialización del país, entre 1942 y 1947, la producción industrial pasó a representar 11.8 % de la renta nacional a 19 % aproximadamente. Apareció la industria metalmecánica y se expandió la química, la textil, la maderera, la constructora y la pesquera. Se fundaron fábricas de loza, productos lácteos, vidrio, envases, papel y cartón.
Fue en esta época cuando se sentaron las bases para la fabricación de la harina y el aceite de pescado, para lo cual el gobierno aportó con un capital de 650,000 soles, encargando su administración a la Compañía Administradora del Guano.

#### Política agropecuaria
La actividad agropecuaria recibió notable impulso, contándose, en muchos casos, con la ayuda de organismos internacionales especializados.
- Se creó el Ministerio de Agricultura y Alimentación en 1943, encargado a Benjamín Roca. A pesar de que la agricultura siempre había sido la principal actividad de la mayoría de los peruanos, su creación era considerada tardía, pues muchos países latinoamericanos habían creado el equivalente a dicha institución en décadas anteriores.[17]
- Se firmó el convenio con los Estados Unidos para el desarrollo agrario mediante la intervención del Servicio Cooperativo Interamericano de Producción de Alimentos (SCIPA), entidad que estableció 14 oficinas rurales en el país, que sirvió como valiosa fuente de orientación y ayuda al agricultor.[18]
- Se tecnificó la agricultura con la llegada de tractores y cuerpo técnico, que dieron impulso a la pequeña y mediana agricultura de la costa; se usaron técnicas científicas para combatir las enfermedades de las plantas y para el buen desarrollo de estas. La ganadería en la sierra también se benefició, con la adopción de nuevos métodos de crianza del ganado, en lo referente a su alimentación y el control de enfermedades.
- Se creó la Dirección de Ganadería, para incrementar esta actividad. Se importaron ejemplares vacunos de las razas Holstein, Holando-Argentina, Brown Swiss, Shorthorn y Ayrshire, y ejemplares ovinos Karakul, Corriedale, Romney Marsh y Hampshire. En el centro de colonización de Tingo María se lograron magníficos ejemplares a base del cruce del cebú traído del Brasil, con el ganado criollo.[18]
- En el campo de la piscicultura, se intensificó la crianza del paiche y de la trucha en los ríos y lagunas de la selva y de la sierra, para lo cual se establecieron estaciones técnicas.[19]
- Se fomentó la crianza de camélidos sudamericanos y del caballo peruano de paso.
- La política colonizadora alcanzó notable desarrollo, enfocándose principalmente en los centros de colonización de Santa Clotilde en el río Napo, de Puerto Patria y del Alto Marañón. Centro oficial y piloto de la colonización en la zona del río Ucayali fue Tingo María, favorecido por la producción de caucho y quinina.[19]

#### Política económica en general
La política de Manuel Prado es susceptible de ser dividida en dos subperiodos:
- Primero. 1939 a 1943: Las medidas estaban orientadas a favorecer a las capas monopólicas de la burguesía industrial y al capital norteamericano con algunos beneficios parciales a los sectores agroexportadores. En 1940, se inició la variación de las tarifas arancelarias y se auspició una política que evidenciaba protección a la industria nacional. Se firmaron nuevos convenios para la colocación de productos. En 1940 se estabilizó la moneda.

- Segundo. 1943 a 1945: la política económica cobró un cariz más redistributivo, lo que se traduce en diversas concesiones a los sectores del proletariado urbano, como resultado de la mayor organización que va adquiriendo el APRA y de su acrecentada influencia sobre ciertos grupos de la burguesía industrial. Es importante resaltar el incremento del peso relativo de los impuestos directos en la base tributaria del Estado. Se celebran convenios con Estados Unidos, que terminan por beneficiar a los productores peruanos.

### Aspecto social

#### Auge de los sindicatos
El gobierno mejoró las relaciones con la izquierda, lo que trajo un vínculo más estrecho entre el Estado y los movimientos obreros. Los sindicatos, siguiendo la directiva de sus partidos (el APRA y el PCP), decidieron limitar sus protestas, mientras que el gobierno detuvo la represión. Esto hizo que se reconocieran un gran número de sindicatos. El desarrollo más importante fue la creación de la Confederación de Trabajadores del Perú (CTP) en 1944, con la bendición del gobierno, pero organizada tanto por el APRA como por el PCP. 
El encarecimiento del costo de vida motivó el aumento de sueldos y salarios. Se establecieron también los salarios mínimos. También se tomaron medidas contra el abuso y al alza injustificada de precios.

#### Censo General de 1940
En junio de 1940, se realizó el Censo General, que había sido planificado por Benavides pero que no pudo hacerlo por la coyuntura política. La importancia del censo radica en la necesidad de conocer las realidades del Perú: saber cuántos peruanos vivían en el territorio nacional, cuál era su distribución y en qué situación se encontraban para aplicar verdaderas políticas sociales y económicas.
El censo fue hecho por el Ministerio de Hacienda y Comercio. El Director de la Comisión Nacional del Censo fue Alberto Arca Parró. El resultado de este censo, dado a conocer un año después, arrojó una población de 6.207.966 habitantes. En Lima se concentraban unos 577.000 habitante. Es de destacar que este censo contemplaba el factor racial (en ese entonces dividido en raza blanca, india, amarilla y negra), algo que no volvería a tomarse en cuenta, hasta el censo de 2017, en el que se incluyó la pregunta de tipo étnico.

#### Descentralización
Se dispuso que los bienes disponibles fueran equitativamente a todas las provincias y regiones del país. Se procuró estimular la producción indígena para así iniciar su recuperación. Gracias al censo se registraron 5000 comunidades. Para su inserción resultó de sumo beneficio los planes de carreteras, irrigación y agricultura.

#### Política educativa
- Se dio la ley orgánica de Educación Pública en 1943, mediante la cual se amplió la cobertura educativa y se impulsó la ayuda estatal a los estudiantes y comedores escolares. Se incluyó el nivel universitario.[19]
- Se aumentó significativamente el Presupuesto para el ramo de educación régimen, pues de 13'445,820.6 en 1939, aumentó a 58'834.648.17 en 1945. El aumento registrado en el número de escuelas y maestros fue igualmente notable.[19]
- Se emprendió un agresivo plan de alfabetización a nivel nacional, ante el alto número de analfabetismo que el censo de 1940 puso al descubierto, especialmente en la Sierra.
- Se dio impulso a la educación técnica, con la mejor implementación y equipamiento de las escuelas de arte y oficios, así como la creación de otros centros de estudios. Los Estados Unidos dieron apoyo a esta política, enviando técnicos y libros para ampliar los estudios y las enseñanzas necesarias.
- Se dio especial atención a la educación normal (del profesorado). Fue reabierto el Instituto Pedagógico Nacional de Varones, y se fundaron escuelas normales en el interior del país.[20]
- El 27 de agosto de 1943 fue creado el Colegio Militar Leoncio Prado, destinado a impartir enseñanza secundaria militarizada. Entre otros colegios secundarios que se fundaron, están: Daniel A. Carrión en Cerro de Pasco; General Prado, de mujeres, en el Callao; Nacional de Mujeres en Lima; Javier Prado en Celendín; 9 de Diciembre en Coracora; y el Nacional de Varones de Paita.[20]

#### Política sanitaria y de bienestar social

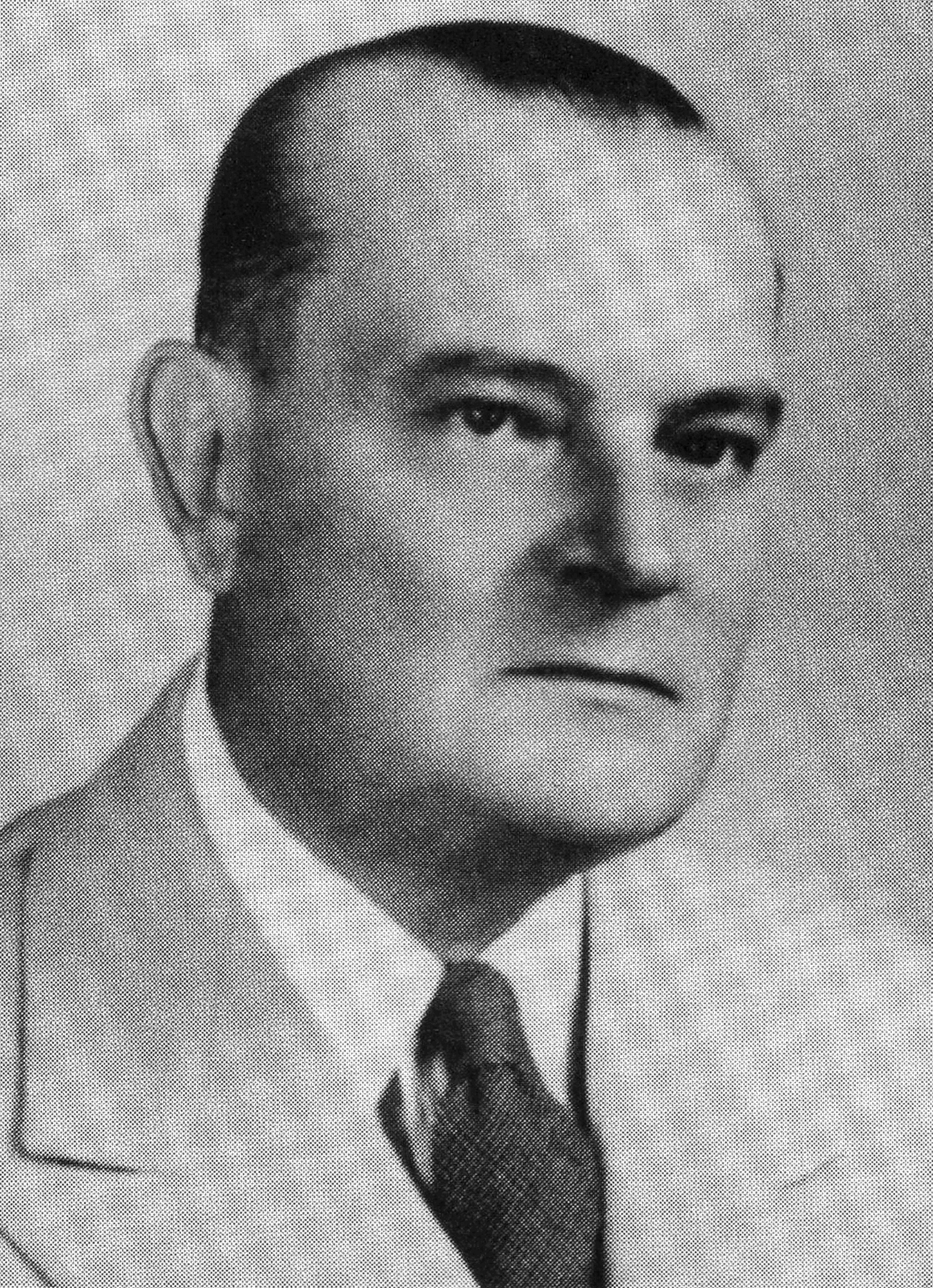
El doctor Guillermo Almenara Irigoyen, impulsor y primer director del Hospital Obrero, que posteriormente sería rebautizado con su nombre.

- Se inauguró el Hospital Obrero (actual Hospital Guillermo Almenara Irigoyen).
- Se inauguró el Hospital de la Maternidad de Lima y el puesto Central de Asistencia Pública, en la misma ciudad.
- En provincias, se inauguraron los hospitales de Yurimaguas, Satipo, Tingo María y del Seguro de Arequipa; los dispensarios de Caballococha, Contamana y Pucallpa; y postas sanitarias en distintos puntos del país.[21]
- Se hicieron obras de control y erradicación de enfermedades endémicas y epidémicas, tales como el paludismo, la tuberculosis, etc. Se iniciaron las campañas de vacunación masiva.[21]
- Se realizó una intensa campaña de sanidad urbana y rural. Se instalaron servicios de agua potable en Cajamarca, Chimbote, Tacna, Hualgayoc, Chincha Alta, Iquitos y otras ciudades.[22]
- Fue creado en Lima el comedor universitario, así como otros comedores populares, que subsistieron eficientemente por varias décadas.[22]
- En cuanto a la política de fomento de la vivienda, fueron habilitados los barrios fiscales 1, 2, 3, 4 y 5 en el Callao con un total de 724 casas y el barrio rural del Estado de Piedra Liza, en el distrito del Rímac.[22]

#### Obras públicas
- Se impulsó la construcción de vías de penetración hacia el interior y el oriente. Se abrieron al tráfico las siguientes carreteras: Castrovirreyna-Pisco, Huancayo-La Mejorada, Olmos-Jaén-Bellavista, Pacasmayo-Chilete, Pampas-Colcabamba, Nazca-Puquio-Chalhuanca-Abancay. Se culminó también la Carretera Central hasta Aguaytía y Pucallpa, este último importante puerto fluvial sobre el río Ucayali. Esta vía, que une Lima con Pucallpa, se convirtió en el único enlace efectivo entre la selva y el resto del país. Ello fomentó a la vez la colonización en la zona selvática, especialmente en Tingo María.
- Se culminó el asfaltado del tramo peruano de la Carretera Panamericana.
- En cuanto a las irrigaciones, se concluyeron las obras de la margen izquierda del río Tumbes; y de la margen izquierda del río Mantaro. Se concluyeron los estudios para la irrigación de las pampas de Chao, Virú y Moche y para la desviación de las aguas del Quiroz al Piura, del Chotano al Chancay, para la construcción de la represa de Tinajones y para la irrigación de Majes y Sihuas y el almacenamiento y desviación de las aguas de las lagunas de Orcococha y Choclococha al río Ica.[23]
- Se sentaron las bases para el desarrollo de la industria siderúrgica nacional. El 28 de agosto de 1942 se formalizó el contrato entre la firma H. A. Brassert & Co. y el gobierno, para la iniciación de los trabajos de la planta siderúrgica del Cañón del Pato, a cargo de la Corporación Peruana del Santa (departamento de Áncash). El proyecto se enlazaba con explotación de los yacimientos de hierro de Marcona y la construcción del puerto de Chimbote.[21]
- En Lima se mejoraron los servicios del agua potable. Se inauguraron: el Palacio Municipal; el complejo de La Parada en los terrenos del fundo El Pino; el local de la Biblioteca Nacional del Perú en la avenida Abancay. Se realizó el ensanche de los jirones Tacna y Abancay, y la prolongación de la avenida Javier Prado.[21]
- En provincias se construyeron los hoteles de turistas de Chala, Huánuco, Huancayo y Piura y se inició la construcción de los de Nazca, Iquitos, Urubamba, Juliaca y Ayacucho.[21]
- Se continuó la política de impulso al turismo.

### Aspecto internacional

#### Impacto de la Segunda Guerra Mundial
El primer gobierno de Manuel Prado (que duró de diciembre de 1939 a julio de 1945) coincidió casi con el desarrollo de la guerra mundial (que empezó en septiembre de 1939 y culminó en agosto de 1945).
Los años de la Segunda Guerra Mundial repercutieron en el Perú tanto en lo económico como en lo político.
- Político: la amenaza del fascismo logró que partidos como la Unión Revolucionaria perdieran popularidad, pero más importante aún, hizo que partidos como el APRA moderaran su línea política. Pues a pesar de que el partido seguía estando proscrito, tenía una gran influencia en las masas.
- Económico: obligó al país a producir insumos antes comprados a Europa y a Estados Unidos, así como a proveer a este último de materias primas necesarias para luchar contra las potencias del eje. Había un mayor número de exportaciones pero el país no atravesó una etapa de prosperidad.

#### Apoyo a los Aliados

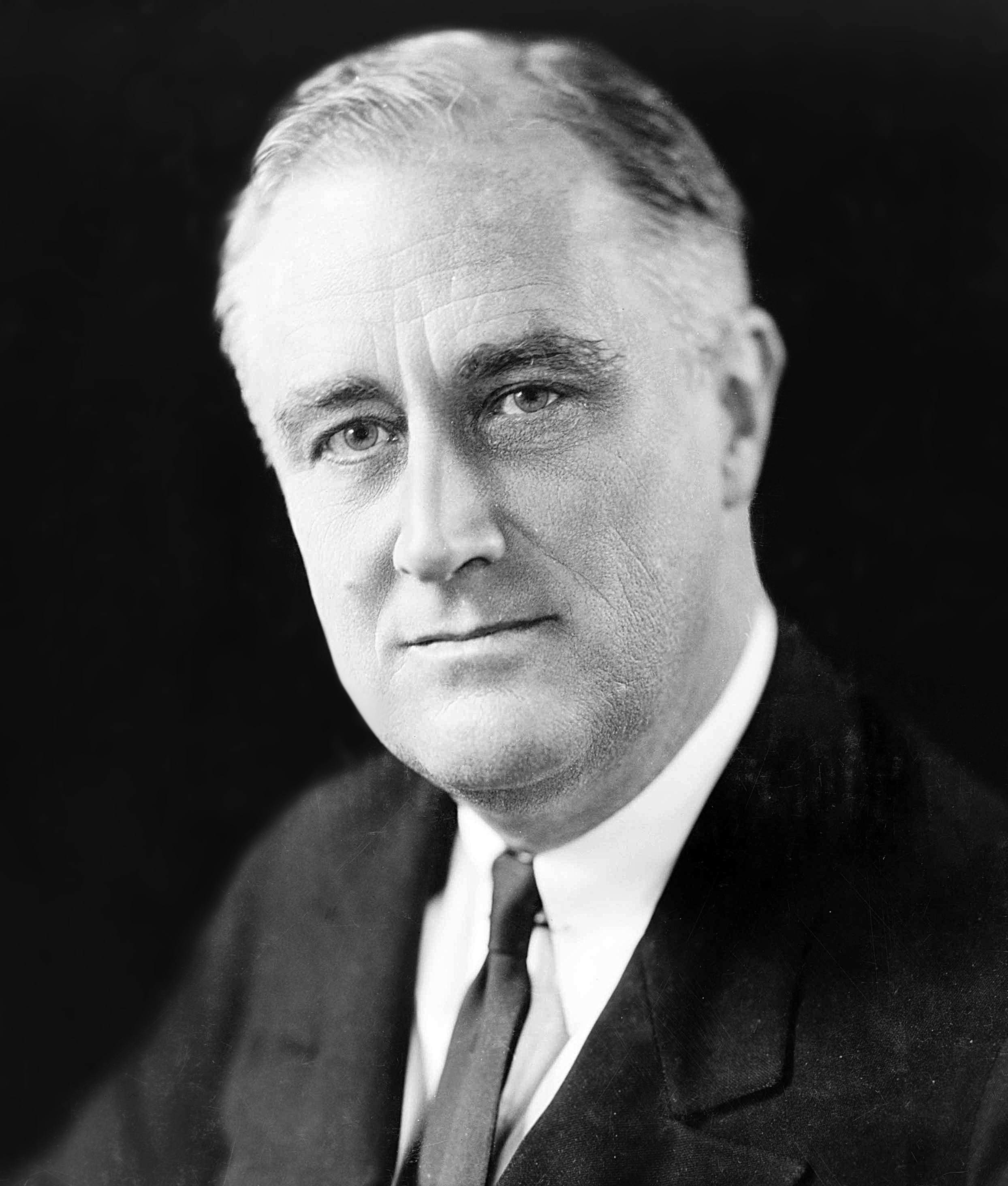
El presidente estadounidense Franklin D. Roosevelt, quien en abril de 1942 recibió la visita del presidente peruano Manuel Prado, en Washington D. C.

Al estallar la guerra entre las potencias aliadas y los países del Eje, el gobierno peruano proclamó su absoluta neutralidad, aunque sin dejar de manifestar sus simpatías por la causa aliada. Esta neutralidad duró poco tiempo, pues a raíz del sorpresivo ataque de la aviación japonesa a la base estadounidense de Pearl Harbor, ocurrido el 7 de diciembre de 1941, el Perú se alineó resueltamente con el bando aliado, mientras los otros países latinoamericanos dudaban en seguir tal posición. Durante la III Reunión Consultiva de Cancilleres americanos realizada en Río de Janeiro, a principios de 1942, fue la actitud peruana la que inclinó a los representantes de los demás países americanos a apoyar a Estados Unidos. El Perú fue el primer país de Latinoamérica en romper relaciones con las potencias del Eje y tomó las medidas políticas y económicas que requería el caso. Este pronorteamericanismo trajo consigo algunos excesos, como el permitir a los Estados Unidos la instalación de una base aérea en Talara (norte peruano), y la deportación masiva de residentes alemanes y japoneses, a quienes se les confiscó sus propiedades.
El presidente Prado, invitado por el presidente estadounidense Franklin D. Roosevelt, viajó a los Estados Unidos, donde reiteró el apoyo del Perú a los aliados. Fue el primer mandatario sudamericano en realizar un viaje de esa especie. Fue recibido en sesión del Congreso estadounidense y recibió elogios por su espíritu panamericanista y democrático. A su retorno, hizo una gira por Cuba, Panamá, Venezuela y Colombia.
El 6 de febrero de 1943, el gobierno peruano se adhirió a la Carta del Atlántico, declaración de Estados Unidos e Inglaterra sobre los fundamentos de la paz mundial. El 11 de febrero de 1945, el Perú declaró el estado de beligerancia contra Alemania y Japón, por el maltrato inferido a ciudadanos peruanos.

#### Guerra contra el Ecuador

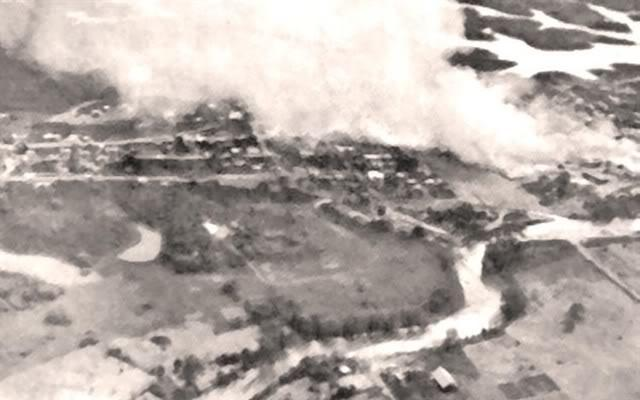
La Fuerza Aérea del Perú atacando puestos de defensa ecuatorianos en 1941.

El centenario problema de límites peruano-ecuatoriano hizo crisis en 1941, por la intransigencia del Ecuador en reclamar para sí territorios legítimamente peruanos (Tumbes, Jaén y Maynas). Para evitar cualquier agresión y rechazarla si ella llegara a producirse, el gobierno de Prado creó el "Agrupamiento Norte" que se puso al mando del General (después Mariscal) Eloy Ureta y del Jefe del Estado Mayor, Teniente Coronel Miguel Monteza Tafur.
Así, en los primeros días de julio de 1941 la agresión vino por parte del Ecuador, produciéndose acciones de armas en los puestos fronterizos de Aguas Verdes, Porvenir, Las Palmas, Uña de Gato, Lechugal, Quebrada Seca, Matapalo y El Coral, donde fueron rechazados los invasores. Al finalizar el mes de julio las acciones se habían generalizado en la zona de Tumbes comprendiendo un frente de 50 kilómetros.
Las acciones formales, que se conocen con el nombre de Batalla de Zarumilla, se realizaron entre los días 23 y 31 de julio de 1941, sobre la margen izquierda del río del mismo nombre. Triunfaron las tropas peruanas, las que en perfecta combinación de sus efectivos de aire, mar y tierra ocuparon la provincia ecuatoriana del Oro, luego de las victoriosas acciones de Santa Rosa, Machala y Puerto Bolívar. Este último puesto fue asaltado por un cuerpo de paracaidistas, que se constituyó en la primera acción militar de ese tipo realizada en América del Sur. La victoria peruana fue, en gran parte, gracias a la modernización de la institución implementada durante el régimen de Benavides.
Las acciones en el frente del Nor Oriente fueron también exitosas para los peruanos. La Quinta División bajo el comando del General Antonio Silva Santisteban, que actuaba en un frente de 800 kilómetros, comprendido entre la Cordillera del Cóndor y el río Putumayo, tomó el puesto ecuatoriano de Rocafuerte el 11 de agosto de 1941.

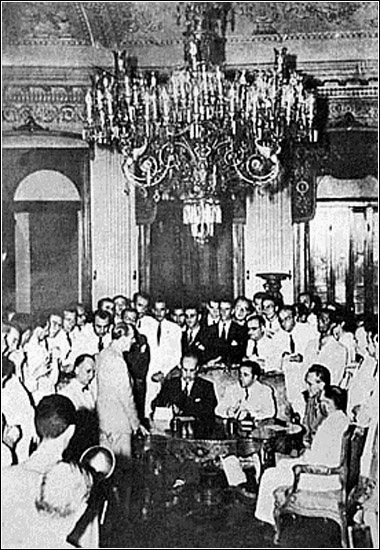
Firma del Protocolo de Río de Janeiro (1942).

El 2 de octubre de 1941, ante mediación de los Estados Unidos, Argentina, Brasil y Chile, se suscribió el Acta de Talara, por los delegados militares del Perú y del Ecuador, por la cual se creaba una zona desmilitarizada entre ambos ejércitos. El 29 de enero de 1942, en la reunión de Consulta de Cancilleres Americanos, efectuada en Río de Janeiro, se suscribió el Protocolo de Paz, Amistad y Límites que firmaron los ministros Alfredo Solf y Muro por el Perú y Julio Tobar Donoso por el Ecuador. Los países mediadores mencionados anteriormente firmaron también como garantes. Así se puso fin al viejo pleito de límites que durante más de un siglo había mantenido la atención de la cancillería peruana, aunque el problema volvería a revivirse tiempo después, a raíz del intento del Ecuador de desconocer arbitrariamente el Protocolo.
Aunque la Segunda Guerra Mundial tuvo profundas consecuencias en el proceso político peruano, las relaciones del Perú con el Ecuador probaron ser el factor internacional que tuvo mayor efecto en la nación. El resultado favorable de este breve conflicto armado ayudó a consolidar la posición nacional de Prado y a fortalecer su apoyo entre los militares. Las Fuerzas Armadas reafirmaron su compromiso profesional con la defensa nacional. Gracias a un presupuesto especial de defensa, financiado a través de préstamos nacionales reservados, Prado brindó generosas recompensas en la forma de ascensos militares para así garantizar el respaldo político de las Fuerzas Armadas. La diplomacia tuvo también un rol central en el desarrollo del conflicto con Ecuador. La Cancillería peruana trazó un ejemplo de acción para otras naciones del continente.

#### Defensa nacional
El conflicto con Ecuador y el desarrollo de la Segunda Guerra Mundial, influyeron decisivamente en la organización de las fuerzas armadas del Perú, emprendida por el gobierno.
- Se instaló el Consejo Permanente de la Defensa Nacional y fueron creadas la Dirección General de Instrucción Militar y la Dirección General de Servicios.[22]
- La costa fue dividida en tres zonas, con el objeto de mejorar su defensa: Norte, con base en Talara, que iba desde la frontera con el Ecuador hasta el río Fortaleza; Central, con base en el Callao, que se extendía desde el río Fortaleza hasta Pisco, y Sur con base en Matarani, que se extendía desde Pisco hasta la frontera con Chile.[22]
- Se firmaron convenios y acuerdos con los Estados Unidos. Muchos oficiales fueron enviados a este país para seguir cursos de perfeccionamiento y entrenamiento.
- La Aviación sufrió importantes reformas. En 1943 fue creado el Ministerio de Aeronáutica. Fueron creados también el Arsenal de Aeronáutica, los comandos 2.º, 3.º. y 5.º agrupamientos de aeronáutica regional, correspondientes a la II, III y V regiones, respectivamente; y la Escuela de Suboficiales de Aeronáutica. Se mejoraron también los servicios de sanidad.[22]
- Con respecto al Ejército, fue creada la Escuela Militar de Veterinaria, y la Sección técnica de construcciones militares, como órgano de ejecución del Servicio Central de Ingeniería.[22]
- En cuanto a la Marina, fue ampliado el Arsenal Naval; se estableció el servicio naval de la costa, fue construido el varadero de Punchana en Iquitos y fueron adquiridos submarinos y remolcadores para la armada.[27]
- Para coordinar la defensa nacional fue creado el Estado Mayor de Coordinación, integrado por los oficiales superiores del ejército, la marina y la aviación.[27]

### Corrupción pública
Manuel Prado nombró a Jorge Basadre como director de la Biblioteca Nacional. Se le encargó su reconstrucción después del incendio, esta y otras experiencias le proporcionaron a Basadre una visión interna de la corrupción arraigada y tradicional en la burocracia del gobierno y la toma de decisiones administrativas.
Dado que la guerra mundial alteró significativamente el paisaje político del Perú, Prado tuvo que depender de los militares, de sus amigos políticos y de una comunidad banquera y empresarial infiltrada por intereses parciales a las potencias del Eje. La intervención extranjera en los asuntos internos peruanos fue, supuestamente, justificada por el creciente peligro totalitario. Prado aumentó la colaboración con los aliados, particularmente a comienzos de 1943 cuando Estados Unidos entró a la guerra. Se informó que el gobierno peruano estaba vendiendo combustible de petróleo de los depósitos de reserva a los japoneses a casi el doble de su precio normal. También hubo una creciente preocupación por el cultivo y la compra de algodón por parte de compañías japonesas. Unos cuantos meses más tarde, Hoover (Director de investigaciones estadounidense) proporcionó información confidencial acerca del tráfico de cocaína por parte de una red de argentinos y peruanos favorables al Eje. César Cárdenas García, director del Ministerio de gobierno, recibía un soborno de 5000 soles mensuales, y el prefecto de Lima, otros 200 soles al mes por permitir que las actividades de contrabando se realizaran sin molestias. 
En septiembre de 1942, el ministro de gobierno, Guillermo Garrido Lecca fue denunciado y posteriormente cesado por especulación con arroz y exportación en grandes cantidades, con lo que contribuía a la escasez doméstica de este producto de primera necesidad. Estos escándalos, la creciente inflación, el control de precios y los impuestos locales más altos contribuyeron a formar una adversa opinión pública sobre una ya sospechada concentración de riqueza por parte del “Imperio Prado” durante los años de la guerra. Prado optó por fortalecer su posición interna y externa. 
A pesar de las serias dudas que los funcionarios del departamento de Estado de Estados Unidos tenían sobre el compromiso de su gobierno con los Aliados, Prado había alcanzado para marzo de 1942 importantes logros diplomáticos. Ellos fueron descritos como el cambio «de una política vacilante e indecisa a un enfoque definitivamente a favor de la democracia y cooperación con los Estados Unidos».
Las medidas que el régimen adoptó para sancionar económicamente y expulsar del Perú a ciudadanos del Eje, estuvieron acompañadas  por serios casos de corrupción de empleados públicos. Se congelaron fondos japoneses y alemanes: el Banco Italiano fue suspendido y obligado a cambiar de nombre. Hoover, informó que Moisés Mier y Terán, el jefe de la división de investigaciones de la policía, juntamente con César Cárdenas García, director de Gobierno, fueron condenados por extorsión a gran escala, otras serias irregularidades perpetradas durante la deportación de ciudadanos del eje en febrero de 1943. Otro plan llevado a cabo por funcionarios del Ministerio de Relaciones Exteriores fue la venta, por miles de soles, de documentos de ciudadanía peruana a japoneses que estaban a punto de ser deportados.
El gobierno de Prado enfrentó las elecciones programadas para junio de 1945 en medio de crecientes problemas para contener la corrupción, lidiar con la oposición política y manejar la deteriorada situación financiera. Las publicaciones apristas continuaron sus ataques pero ahora apelaban abiertamente a jóvenes oficiales militares para que tomaran acción contra lo que el partido aprista consideraba era un gobierno hondamente corrupto. El persistente patrón de un oportunismo electoral carente de principios que minaba, en efecto, a la democracia para beneficiar a unos cuantos políticos, formaba parte de los altos costos de  transacción de una cultura política infestada por la desconfianza y la corrupción. Por eso cuando Bustamante fue elegido presidente, emitió una serie de decretos que buscaban «limpiar la casa» heredada del gobierno anterior. Las nuevas medidas estaban orientadas a inspeccionar más estrechamente las finanzas estatales, eliminar sinecuras y empleos superfluos, u despedir a funcionarios deshonestos. El primer gabinete del nuevo régimen al cual se le denominó «el gobierno moralizador» estuvo formado por jóvenes profesionales. Basadre fue nombrado ministro de Educación y desde su posición intentó combatir la corrupción entre los funcionarios del ministerio. Aunque tenía una experiencia limitada para semejante cargo, Basadre sostuvo que por lo menos, «fuimos honestos».

### Acontecimientos diversos
- El 24 de mayo de 1940 ocurrió el Terremoto de Lima y Callao.
- El 11 de septiembre de 1940 se produjo el rodaje de una película en colores, a cargo del cineasta estadounidense, coronel Edwin Cooper.
- El 11 de mayo de 1943 se incendió la Biblioteca Nacional del Perú. Su reconstrucción se encomendó al historiador Jorge Basadre.
- El 25 de octubre de 1944, falleció el notable polígrafo y pensador José de la Riva Agüero y Osma, a los 59 años de su edad.
- El 2 de julio de 1945 falleció el mariscal Óscar R. Benavides, expresidente del Perú en dos ocasiones. Había recibido, de manos del presidente Prado, el bastón de mariscal, el 13 de enero de 1940.

### Elecciones generales de 1945
En 1945, finalizando ya el primer gobierno de Manuel Prado, se convocaron las elecciones generales. Al estar proscrito el partido aprista, no existían otras fuerzas políticas capaces por sí solas de aspirar seriamente al gobierno, lo que obligaba a la conformación de alianzas electorales. Fue así como se constituyó el Frente Democrático Nacional (FDN), conformado por las más dispares partidos y movimientos, pero siendo el más importante el partido aprista, que para eludir la prohibición constitucional por su calidad de “partido internacional”, adoptó el nombre de “Partido del Pueblo”. Por su parte, el gobierno respaldó la candidatura del general Eloy Ureta, el vencedor de la guerra con Ecuador.
A fines de 1944 retornó al Perú el mariscal Óscar R. Benavides, presumiblemente para postular a la presidencia, pero al no encontrar apoyo del gobierno, se acercó al FDN, cuyo núcleo lo constituían los apristas, como ya se ha dicho. Benavides y Haya de la Torre coordinaron lanzar una candidatura común para el FDN, de carácter reconciliatorio. Ambos se complementaban: Haya disponía del partido más poderoso; Benavides gozaba de prestigio entre los más importantes sectores económicos y de reconocido y grande ascendiente en el ejército. El elegido para ser candidato fue el doctor José Luis Bustamante y Rivero, entonces embajador en Bolivia, quien a través del célebre "Memorandum de La Paz" puso una serie de condiciones para aceptar, enfatizando en sus puntos básicos dar prioridad a objetivos moralizadores y la eliminación de los odios políticos. El FDN aceptó sus condiciones y proclamó su candidatura el 19 de marzo de 1945.
Faltando apenas 25 días para las elecciones, el 15 de mayo de 1945 el gobierno reconoció legalmente la participación del partido aprista. La intención de Prado era que Haya de la Torre se apartara del FDN para lanzar su candidatura individual, a fin de dejar a Bustamante sin su base principal de apoyo. Pero el líder aprista decidió mantener su compromiso con el FDN.
El FDN ganó las elecciones realizadas el 10 de junio de 1945, con amplia ventaja —305.590 votos (66,97%) contra 150.720 (33,03%) de su competidor, el general Eloy Ureta, apoyado por Prado—. También obtuvo mayoría en el Parlamento, de la que los representantes apristas formaban un núcleo importante. 
Tras entregar el mando a Bustamante, Prado viajó a París, donde poseía una residencia en la elegante avenida Foch. Allí radicó, hasta que diez años después volvería al Perú para postular por segunda vez a la presidencia.

## Autoridades

### Ministros
| Ministerio                                | Ministros                                                                                | Periodo |
| ----------------------------------------- | ---------------------------------------------------------------------------------------- | --- |
| Presidencia del Consejo de Ministros      | Alfredo Solf y Muro Julio East Treviño                                                   | 8 de diciembre de 1939 - 3 de diciembre de 1944 3 de diciembre de 1944 - 28 de julio de 1945                                         |
| Relaciones Exteriores                     | Alfredo Solf y Muro Manuel Gallagher Canaval                                             | 8 de diciembre de 1939 - 8 de diciembre de 1944 8 de diciembre de 1944 - 28 de julio de 1945                                         |
| Agricultura y alimentación                | Benjamín Roca García Godofredo Labarthe Durand                                           | 1 de junio de 1943 - 15 de abril de 1943 15 de abril de 1943 - 28 de julio de 1945                                                   |
| Salud Pública, Trabajo y Previsión Social | Constantino J. Carvallo                                                                  | 8 de diciembre de 1939 - 27 de julio de 1945                                                                                         |
| Hacienda y Comercio                       | Óscar Ramos Cabieses David Dasso Hoke Julio East Treviño                                 | 8 de diciembre de 1939 - 6 de abril de 1940 6 de abril de 1940 - 28 de agosto de 1942 28 de agosto de 1942 - 28 de julio de 1945     |
| Justicia y Culto                          | Mariano Lino Cornejo Zegarra Manuel Gallagher Canaval Manuel Cisneros Sánchez            | 8 de diciembre de 1939 - 3 de mayo de 1943 3 de mayo de 1943 - 29 de diciembre de 1944 29 de diciembre de 1944 - 28 de julio de 1945 |
| Educación pública                         | Pedro Máximo Oliveira Sayán Mariano Lino Cornejo Zegarra Enrique Laroza                  | 8 de diciembre de 1939 - 28 de abril de 1943 28 de abril de 1943-1943 1943 - 27 de julio de 1945                                     |
| Fomento y Obras Públicas                  | Carlos Moreyra y Paz Soldán                                                              | 8 de diciembre de 1939 - ? |
| Gobierno y Policía                        | Guillermo Garrido Lecca Ricardo de la Puente y Ganoza                                    | 8 de diciembre de 1939 - 21 de mayo de 1942 21 de mayo de 1942 - 28 de julio de 1945                                                 |
| Marina y Aviación                         | Federico Díaz Dulanto                                                                    | 8 de diciembre de 1939-3 de enero de 1943                                                                                            |
| Marina                                    | Federico Díaz Dulanto                                                                    | 4 de enero de 1943-28 de julio de 1945                                                                                               |
| Guerra                                    | Teófilo Iglesias Rodríguez César Augusto de la Fuente Álvarez Antonio Silva Santiesteban | 8 de diciembre de 1939-1941 1941-1944 1944-28 de julio de 1945                                                                       |
| Aeronáutica                               | Fernando Melgar Conde                                                                    | 4 de enero de 1943-28 de julio de 1945                                                                                               |